# 要求駆動
要求駆動（ようきゅうくどう）または 要求ドリブン (demand driven) は計算機科学における計算モデル（抽象的な計算の方法）のひとつである。要求駆動においては、計算は要求に基づいて実行される。要求された計算に必要な他の計算が要求されて実行され、その結果にもとづいてもとの計算が実行される。
要求駆動は人工知能における後向き推論に近い。
要求駆動の対義語はデータ駆動である。